# Wostok (Raumschiff)

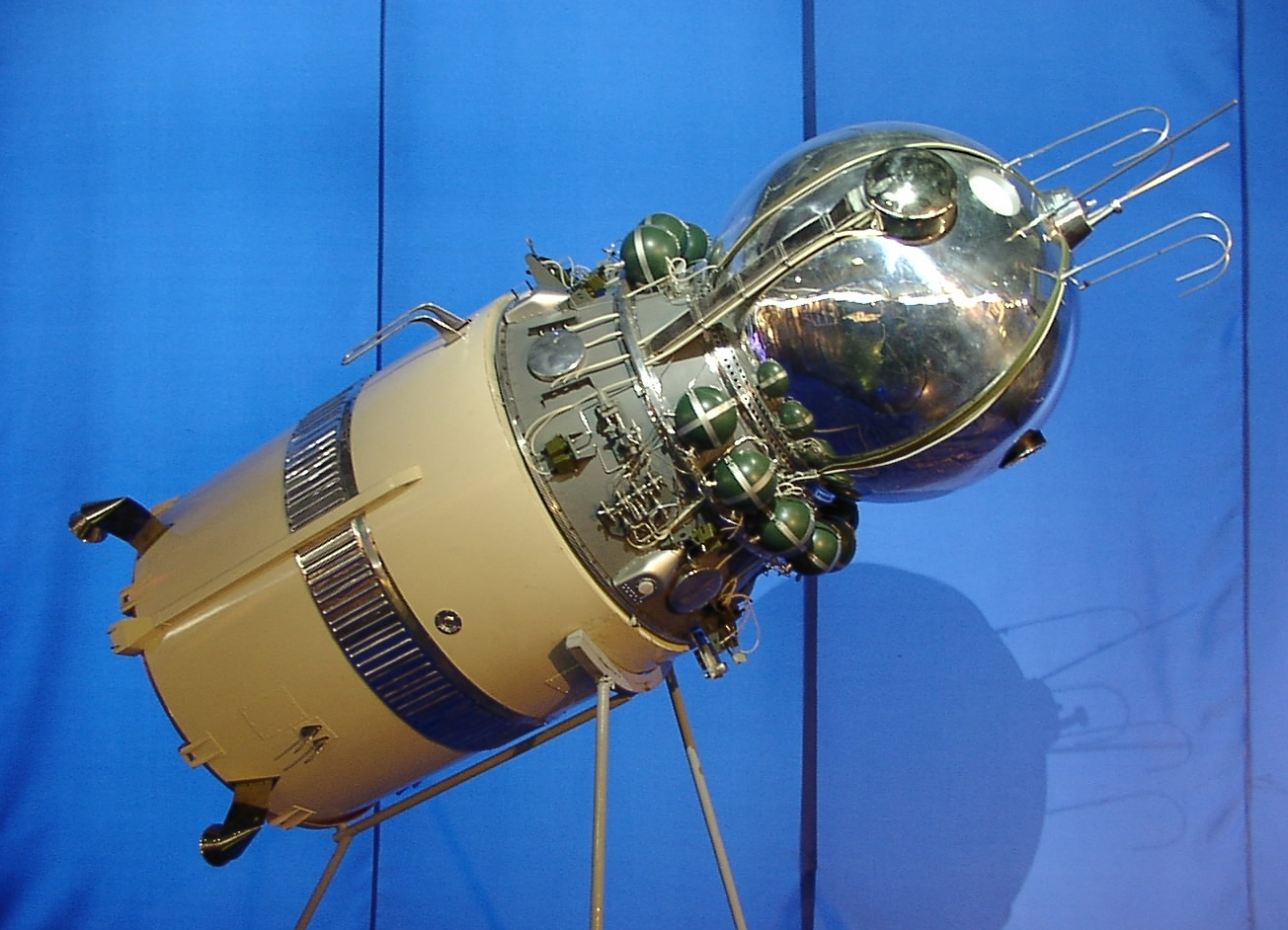
Modell des Wostok-Raumschiffs zusammen mit der Oberstufe der Rakete

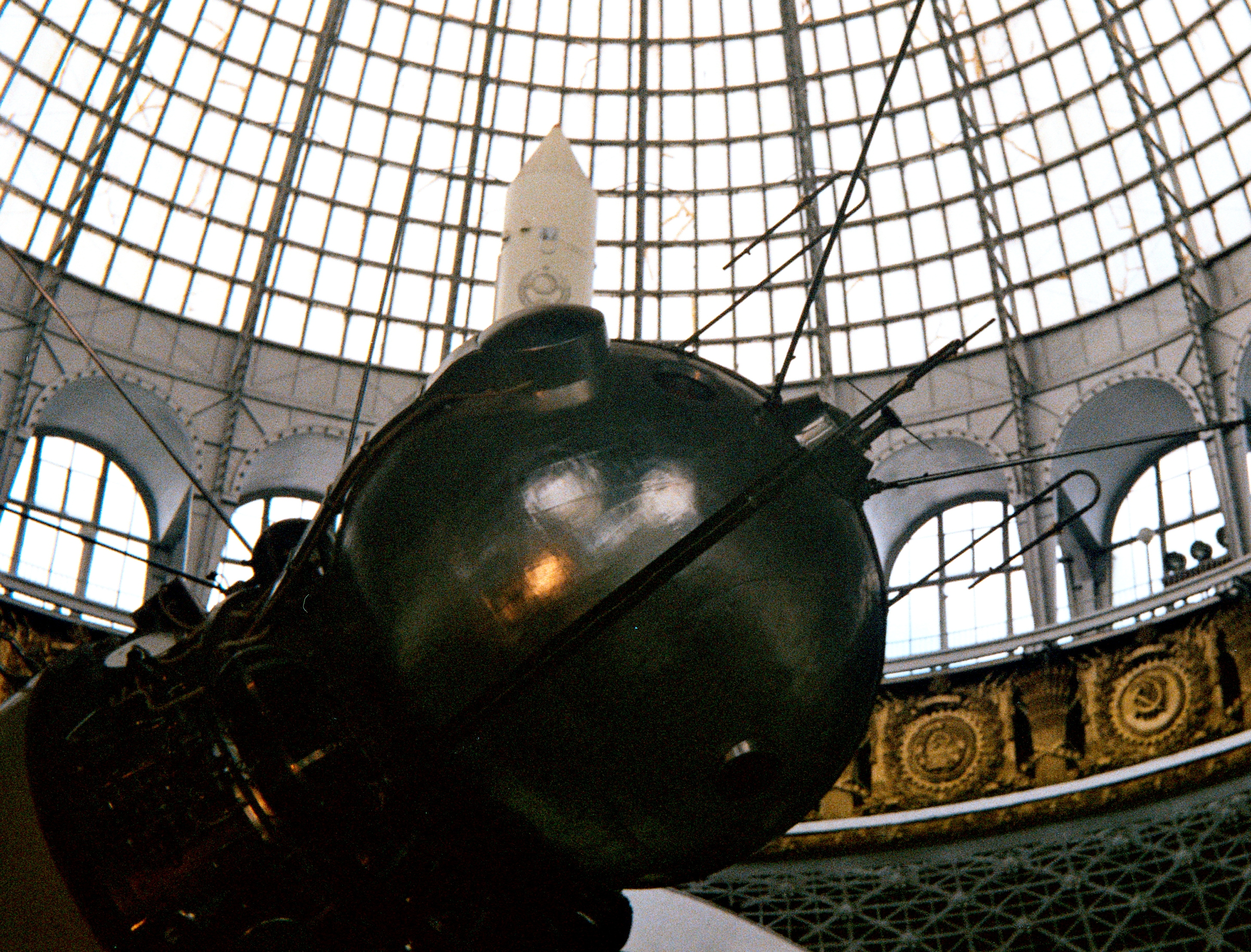
Wostok-Raumschiff, WDNCh, Moskau

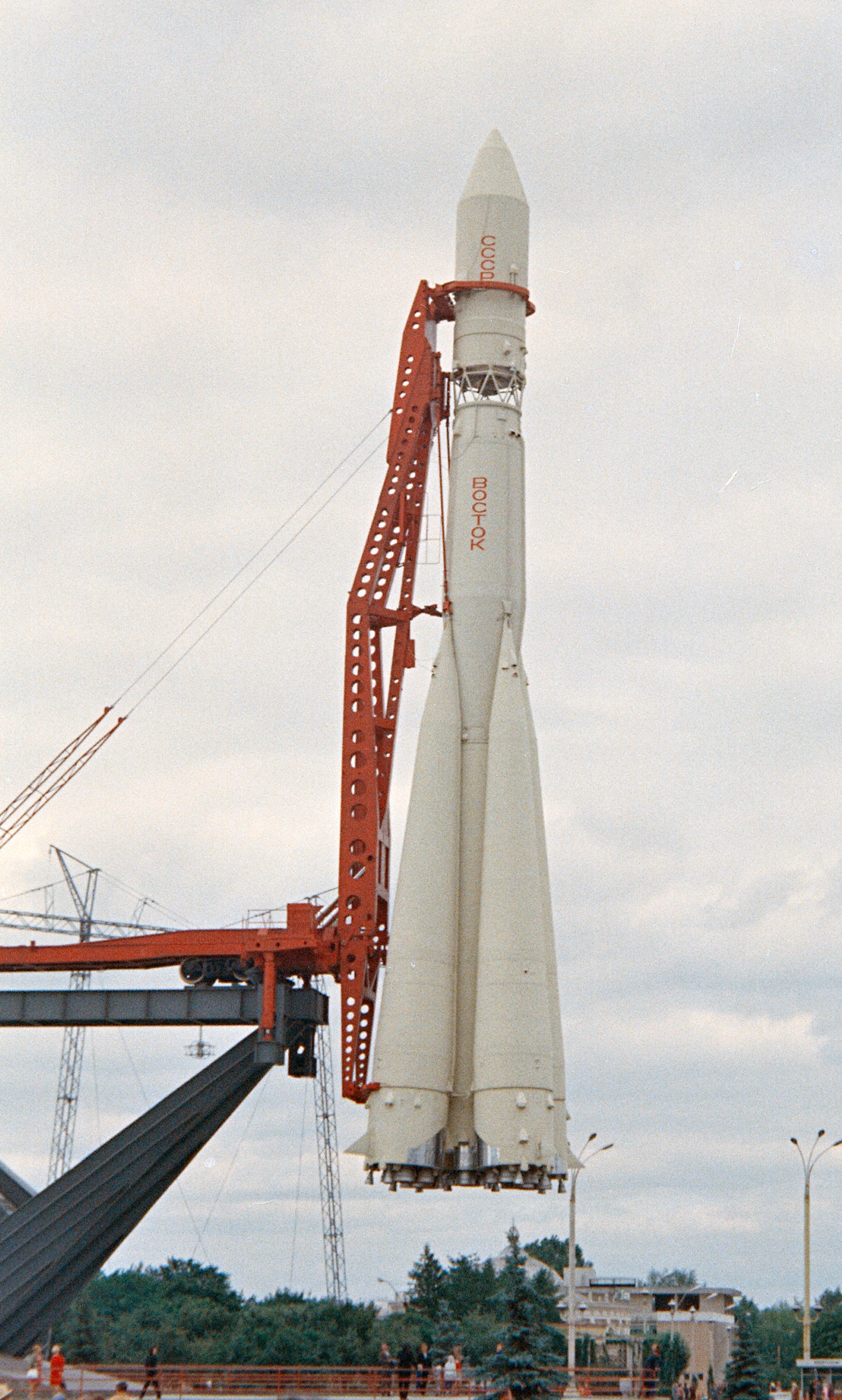
Wostok-Rakete, WDNCh, Moskau

Wostok [vasˈtɔk] (russisch Восток für Osten, Transliteration: Vostok) war der Name der ersten Generation bemannter sowjetischer Raumschiffe. Von 1960 bis 1963 startete die UdSSR sieben unbemannte und sechs bemannte Raumschiffe dieser Serie. An Bord des ersten bemannten Flugs Wostok 1 gelangte am 12. April 1961 mit Juri Gagarin der erste Mensch in eine Erdumlaufbahn, am 16. Juni 1963 flog Walentina Tereschkowa mit Wostok 6 als erste Frau ins All.
Die einsitzigen Wostok-Raumschiffe wurden mit den namensgleichen Wostok-Raketen gestartet und flogen auf einer relativ niedrigen Umlaufbahn. Sowohl die maximale Missionsdauer als auch die Steuermöglichkeiten des Piloten waren sehr begrenzt. Die Wostok-Raumschiffe wurden in der Folgezeit als Basis für verschiedene militärische und zivile unbemannte Satelliten der „Kosmos“-Serie verwendet, ab 1985 unter der Bezeichnung „Foton“. Im bemannten Programm wurden Wostok-Raumschiffe durch die ähnlich aufgebauten, jedoch größeren und schwereren Woschod-Raumschiffe abgelöst.

## Geschichte
Das sowjetische Wostok-Programm, das später als direkte Antwort auf das NASA-Programm „Man In Space Soonest“ betrachtet wurde, trieb den Wettlauf ins All zu Beginn der 1960er Jahre auf einen ersten Höhepunkt. Mit der Entwicklung eines einfachen Raumschiffs auf Basis vorhandener unbemannter militärischer Konzepte gelang es, mehrere Monate vor den Vereinigten Staaten einen Menschen ins All zu bringen.

## Technische Daten

Wostok-Diagramm

Das Wostok-Raumschiff bestand aus zwei Teilen: der kugelförmigen Landekapsel (Durchmesser: 2,3 m, Volumen: 1,6 m³, Masse: 2,46 t) für den jeweiligen Raumfahrer inklusive der benötigten Steuerungsteile sowie einem angrenzenden doppelkegeligen Geräteteil (Durchmesser: 2,43 m, Länge: 2,25 m, Masse: 2,27 t), der das Bremstriebwerk samt Treibstoffen enthielt.
Auf die Erde zurückgeführt werden konnte nur die runde Landekapsel, die zu diesem Zweck mit einer bis zu 18 cm dicken Asbestschicht als Hitzeschutzschild umgeben war. Der Gesamtkomplex hatte eine Masse von 4,73 t, im Verbund mit Block-E (Oberstufe der Trägerrakete) 6,17 t. Wostok war 4,41 m lang (mit Block-E 7,35 m).
In der Wand der Landekapsel befanden sich drei mit 1,2 m Durchmesser recht große Luken, durch die der Kosmonaut einstieg, der Fallschirm herausgeschossen beziehungsweise Gerätschaften installiert wurden. Drei kleinere Luken mit einem Durchmesser von 25 cm dienten der Erdbeobachtung und als Navigationshilfe beziehungsweise als optisches Visier (Wsor) und ließen sich während des Wiedereintritts durch kleine Jalousien verschließen. Die technische und wissenschaftliche Ausrüstung der Landekapsel mit einer Masse von knapp 800 kg bestand hauptsächlich aus Telemetrie- und Kommunikationssystemen sowie Landesensoren und dem Landefallschirm. Der Kosmonaut war auf einem Schleudersitz festgeschnallt, der vor der Landung herauskatapultiert wurde. Grund für diese Prozedur war der Umstand, dass mit der kugelförmigen Landekapsel nur ballistische Landungen durchgeführt werden konnten, was für den Raumfahrer Belastungen bis 10 g bedeutete und es außerdem erschwerte, die Landekapsel vor dem Aufschlag genügend abzubremsen. Die Sicherheit des Kosmonauten wurde für vorrangig erachtet; deshalb sollte er separat an einem Fallschirm landen.
Der Schleudersitz diente im Falle einer Havarie der Trägerrakete auf der Abschussrampe oder in den ersten Flugsekunden ebenfalls als Sicherheitssystem, das den Kosmonauten aus dem direkten Gefahrenbereich hätte retten können. In der Landekapsel herrschte irdische Normalatmosphäre. Der ursprüngliche Plan, wie die Amerikaner reinen Sauerstoff zu verwenden, wurde aufgrund der damit verbundenen Gefahren verworfen.
Der Geräteteil blieb während des Fluges durch vier Elastikbänder mit der Landekapsel verbunden, welche nach Brennschluss des Triebwerks beziehungsweise unmittelbar vor dem Wiedereintritt abgesprengt wurden. Als Triebwerk fand das „Issajews TDU-1“ auf Basis von Salpetersäure und einem Amintreibstoff mit einem 45 Sekunden langen Schub von 15,83 kN Verwendung. Die Lageregelung in der Umlaufbahn wurde von mit 2 × 16 Stickstoffdüsen verbundenen Infrarotsensoren gesichert. Zur Versorgung des Raumschiffs sowie aller Systeme inklusive Landekapsel wurden außen 14 Druckgasbehälter mit Sauerstoff, Stickstoff und reiner Luft angebracht. Als einzige Energiequelle dienten chemische Batterien mit einer Betriebsdauer von zehn Tagen.

## Entwicklung
Zu Beginn der sowjetischen Raumfahrt ging jedes Programm von den Bedürfnissen des Militärs aus. Dies wussten die Konstrukteure, allen voran Sergei Koroljow, die mit zivilen Projekten keinerlei Chance auf eine Finanzierung oder nennenswerte staatliche Unterstützung gehabt hätten. Die Rüstungsindustrie spielte für lange Zeit eine entscheidende Rolle bei der Präsenz der UdSSR im Weltall. Das OKB-1, Koroljows Konstruktionsbüro, erhielt 1956 den Auftrag, einen Foto-Aufklärungssatelliten unter der Bezeichnung Zenit zu entwickeln. Zenit sollte mangels leistungsstarker Übertragungstechnik die geschossenen Bilder in einer kleinen Landekapsel zur Erde zurückführen, um sie dort zu entwickeln und auszuwerten. Ein ähnliches System verwendeten die Vereinigten Staaten in ihrem Keyhole-Aufklärungssatelliten. Mit diesem Programm wurde bereits vor dem Start von Sputnik die Raumfahrt sowohl als direkte (Spionage) als auch als indirekte (Propaganda) „Waffe“ des Kalten Krieges instrumentalisiert.
Dieser Umstand bewog den damaligen Parteichef Chruschtschow, dem gesamten Raumfahrtprogramm höchste Priorität für schnellstmögliche Erfolge unter allen Umständen einzuräumen und es militärisch und technisch nutzbar zu machen. Damit rückte die lang vorher erwogene Möglichkeit, einen Menschen ins All zu schicken, in den Mittelpunkt aller Planungen. Koroljow erhielt im Sommer 1956 den Auftrag zur Entwicklung eines bemannten Raumschiffes unter der Bezeichnung Wostok und begann Anfang 1958 mit intensiveren Planungen. Etwa zur gleichen Zeit kündigten die Vereinigten Staaten an, als erste Nation binnen weniger Monate einen Menschen ins All zu bringen und wohlbehalten zurückzuführen. Der Weg zu diesem Ziel war für die Sowjetunion weit weniger steinig als für die Vereinigten Staaten. Letztere hatten bereits zuvor massive Rückschläge in ihrem unbemannten Raumprogramm hinnehmen müssen und verfügten über keine ausreichend leistungsfähige Rakete, die ein vergleichsweise schweres bemanntes Raumschiff ins All hätte befördern können. Anders die Sowjets: ihnen stand die universelle und sehr leistungsfähige Interkontinentalrakete R-7 (Semjorka) zur Verfügung. Letztlich konnte Koroljow für das bemannte Raumschiff einfach auf die projektierte Zenit-Kapsel zurückgreifen. In deren Kapsel ließ sich mit einem Durchmesser von 2,3 m mühelos ein Kosmonaut samt Lebenserhaltungssystem unterbringen.
Zu Beginn des Wostok-Programms war das Missionsszenario unklar. So wurde anfangs erwogen, ähnlich wie es die Vereinigten Staaten später verwirklichten, einen ballistischen Flug mit Hilfe einer Höhenforschungsrakete durchzuführen und dabei die Erde nicht zu umkreisen. Einer der energischsten Gegner dieses Plans war Koroljow selbst, der diesen Plan für technisch relativ leicht umsetzbar, aber keinen wirklichen Raumflug hielt. Die Vereinigten Staaten sollten in den Augen der Öffentlichkeit durch eine Erdumkreisung, einen orbitalen Flug, deutlicher geschlagen werden statt durch einen kurzen ballistischen Flug.
Parallel zu jenen Planungen wurde die Oberstufe „Block-E“ für die R-7-Rakete konzipiert. Bereits 1957 qualifizierte sich die R-7 durch den erfolgreichen Sputnik-Start für ihren Einsatz in der Raumfahrt. Durch die erhöhte Nutzlast war jedoch eine modifizierte Oberstufe nötig, die das mehrere Tonnen schwere Wostok-Raumschiff auf eine ausreichend hohe Bahn bringen konnte. Koroljow dachte bei dem Block-E noch weiter: So ließen sich mit dieser Oberstufe in Kombination mit der dreistufigen R-7, die in abgewandelter Form bis heute das Rückgrat der russischen Raumfahrt bildet, alle Arten schwerer Erdsatelliten sowie Mond- und Planetensonden ins All bringen. Dennoch war der Faktor Zeit weiterhin wichtigster Aspekt. Mit Abschluss der Vorarbeiten im April 1958 wurde klar, dass viel Zeit und Energie eingespart werden könnte, wenn auf ein ausgefeiltes Landesystem verzichtet und stattdessen der Kosmonaut nach dem Wiedereintritt in einer bestimmten Höhe aus der Landekapsel hinauskatapultiert wurde, um unabhängig von der eigentlichen Landekapsel zu landen.
Mit Abschluss der Planungsphase wurde eilig eine Kommission für bemannte Weltraumflüge unter Vorsitz von Konstantin Rudnew, dem Vorsitzenden des Komitees für Verteidigungstechnologie (GKOT), gebildet, um die Anstrengungen des Wostok-Programms besser zu koordinieren und zu zentralisieren. Zu Rudnews Stellvertreter wurde Koroljow berufen. Der Rat der Chefkonstrukteure der UdSSR fasste im November 1958 den Beschluss, einen bemannten Raumflug intensiv vorzubereiten und diesem als zivilem Projekt höchste Priorität vor vergleichbaren militärischen Plänen einzuräumen. Weiter wurde der Beschluss gefasst, die Mission auf alle Fälle auf einen orbitalen Flug auszurichten. Anfang 1959 wurde mit dem Bau des Wostok-Raumschiffs begonnen – gegenüber den Amerikanern erneut im zeitlichen und organisatorischen Vorteil. Ungünstig auf die Qualität des gesamten Projekts wirkte sich aus, dass Konstruktion und Bau gleichzeitig abliefen. Damit wurde es kaum möglich, das Raumschiff auf der Erde zu erproben, und so wurden weitere Risiken in Kauf genommen, um das Wettrennen ins All für sich zu entscheiden. Im Herbst 1959 wurde im Werk Kuibyschew ein Raumschiff ohne Hitzeschild fertiggestellt. Mit diesem Schritt wurde die maßgebliche technische Ausgestaltung des Programms abgeschlossen, und die Oberstufe machte die R-7 zu einer der erfolgreichsten, sichersten und zuverlässigsten Trägerraketen der Welt und einem langlebigen Arbeitspferd der sowjetischen Raumfahrt.
Etwa parallel zur Fertigstellung des elektrischen Analogs startete eine intensivere Testphase, die mit Abwurftests der Wostok-Landekapsel begann. Aufgrund der Kugelgestalt musste nicht erst, wie bei den Mercury-Landekapseln der amerikanischen NASA mit ihrer Kegelform, das Flugverhalten der Landekapsel untersucht werden, was mehrere Monate Entwicklungszeit sparte. Ebenfalls wurde eine Reihe von Katapulttests durchgeführt, um die Landesequenz – neben dem Start der riskanteste Teil der gesamten Mission – zu simulieren. Im Januar 1960 wurden mehrere Testabschüsse von Wostok-Raketen von Baikonur in Richtung Kamtschatka durchgeführt, wobei mit der Landekapsel der ballistische Wiedereintritt, der Hitzeschild und der Landevorgang unter realistischen Bedingungen erprobt wurden. Es gibt keine genauen Aufzeichnungen mehr über den Verlauf und die Anzahl dieser Flüge. Die Feuertaufe bestand das Wostok-Raumschiff am 15. Mai 1960, als ein vereinfachtes unbemanntes Raumschiff (Wostok 1P, prostjeschij: deutsch einfach) unter der Bezeichnung „Korabl 1“ („Raumschiff 1“, im Westen irreführend als „Sputnik 4“ bezeichnet) in eine annähernd kreisförmige Erdumlaufbahn gebracht wurde.
Anders als die spätere Variante glich „Korabl 1“ eher dem Zenit-Satelliten und besaß zwei Solarpanele, dafür jedoch keinerlei Lebenserhaltungs- oder Landesysteme. Zur Unzufriedenheit aller Beteiligten gab es enorme Probleme mit der Sprechfunkverbindung, die probeweise zum Raumschiff und von dort zurück zum Boden sendete. Am 19. Mai kam es zum Test des Bremstriebwerks „TDU“, womit ein wesentlicher und sehr riskanter Teil der Mission überprüft wurde. Durch einen Fehler in einem Infrarotsensor orientierte sich „Korabl 1“ jedoch falsch, und das Triebwerk leitete nicht den Abstieg ein, sondern brachte das Raumschiff auf eine noch höhere Umlaufbahn. Später verglühten Landekapsel und Geräteteil wie geplant in der Atmosphäre.
Ein Rückschlag war am 28. Juli des gleichen Jahres, dass eine vollständig ausgerüstete und mit der später eingesetzten Version annähernd identisches Raumschiff (Bezeichnung „Wostok 1“, 1KA) mit den beiden Hunden „Bars“ und „Lisitschka“ an Bord etwa 19 Sekunden nach dem Start explodierte und nahe dem Startplatz aufschlug. Der Fehlstart wurde wie üblich nicht bekannt gegeben, stattdessen wurde die Mission bereits am 19. August wiederholt, wobei das Raumschiff mit der Bezeichnung „Korabl 2“ (Sputnik 5) mit den beiden Hunden „Belka“ und „Strelka“ sowie zwei Ratten und 40 Mäusen an Bord die vorgesehene Erdumlaufbahn erreichte. Am 20. August, nach rund zehn Erdorbits, landete die Kapsel sicher nahe der Ortschaft Orsk. Die an Bord befindlichen Tiere wurden wie geplant aus der Landekapsel katapultiert und dabei einer Beschleunigung von bis zu 10 g ausgesetzt. Sie überlebten die Strapazen und bewiesen die Einsatzfähigkeit des Verbundes „R-7/Block E/Wostok“. Unterdessen beobachteten die Vereinigten Staaten die sowjetischen Vortastversuche mit Besorgnis, da ihr Mercury-Programm weiterhin auf Ergebnisse warten ließ.
Im August 1960 wurden weitere Details zu den folgenden, unbemannten Missionen klar. Es wurden verschiedene Designveränderungen, Vereinfachungen und Masseeinsparungen sowie Einzelheiten zum Rettungssystem und zum Raumanzug SK-1 beschlossen. Am 19. September unterbreiteten Koroljow, der Chef der strategischen Raketentruppen Mitrofan Nedelin, der stellvertretende Ministerpräsident Dmitri Ustinow sowie der Vizepräsident der Akademie der Wissenschaften der UdSSR Mstislaw Keldysch dem Zentralkomitee der KPdSU die Empfehlung, den Termin für den ersten bemannten Raumflug in den Dezember zu verlegen. Die Zustimmung von ZK und Ministerrat kam am 11. Oktober und machte den Weg für den Raumflug frei. Einzelne Systeme, darunter der lebenswichtige Schleudersitz, erwiesen sich als nicht funktionsfähig oder wiesen Fehlfunktionen auf, was bei einem Test des Schleudersitzes das Leben eines Probanden forderte. Damit wurde ungewiss, ob sich der Termin im Dezember halten lassen würde. Den Ausschlag für die Streichung des Fluges im Dezember gab zuletzt die personelle Lücke, die eine Explosion der neu konstruierten Interkontinentalrakete „R-16“ aus dem OKB Jangel am 24. Oktober auf einem Startpodest des Kosmodroms Baikonur hinterließ. Mehr als 120 Personen, darunter führende Raumfahrtspezialisten, kamen in der „Nedelin-Katastrophe“ ums Leben. Unter den Opfern befand sich der Chef der Raketentruppen, Marschall Nedelin, einer der maßgeblichen Förderer des Raumfahrtprogramms.
Man entschied sich aus Sicherheitsgründen für zwei weitere unbemannte Flüge im Dezember. Den Auftakt bildete am 1. Dezember „Korabl 3“, der unter anderem die beiden Hunde „Ptscholka“ und „Muschka“ befördern sollte. Doch das TDU-1-Triebwerk arbeitete erneut nicht fehlerfrei und leitete eine zu flache Abstiegsbahn ein. Die Kapsel landete nach 17 Erdorbits und wurde nicht gefunden. Als Landeort wird der Pazifik angenommen. Bei einem bemannten Raumflug wäre die Landekapsel zwar selbst ohne Triebwerk durch ihre elliptische Bahn nach einigen Tagen wieder in die Erdatmosphäre eingetreten, doch wäre der Landeort nicht im Voraus zu planen gewesen. So war in diesem Projekt zum Beispiel keine Landung im Ozean vorgesehen, zumal eine Landung im nicht-kommunistischen Ausland eine propagandistische Katastrophe bedeutet hätte. Deshalb musste das Triebwerk „TDU-1“ gründlich überarbeitet werden; der Termin verzögerte sich ins Jahr 1961. Beim Start von „Korabl 4“ am 22. Dezember arbeitete einer der Außenbooster der Wostok-Trägerrakete nicht bis zum vorgesehenen Brennschluss. Mit diesem Schubverlust hätte kein planmäßiger Orbit erreicht werden können, woraufhin der Flug abgebrochen wurde. Das Raumschiff wurde von der Rakete abgesprengt, die Landekapsel ging in Ostsibirien nieder. Die beiden an Bord befindlichen Hunde „Domka“ und „Krasonka“ überlebten zwar diese Notlandung samt hartem Aufprall, allerdings starben sie in der Landekapsel, da die Bergung zwei Tage in Anspruch nahm.
Der Erfolg der ersten bemannten Raumfahrt war somit ungewiss; der Tod eines Raumfahrers hätte das gesamte sowjetische Programm beendet. Um die Gefahren zu minimieren, wurde das Raumschiff unter der Bezeichnung „3KA“ erneut modifiziert. So wurde die Stärke des aus Asbest bestehenden Hitzeschildes von 3 auf 13 cm erhöht. Ebenfalls erging der Beschluss, dass beim ersten Raumflug die Erde nur einmal (Flugdauer etwa 90 Minuten) und nicht wie geplant 17 mal (was einem eintägigen Flug entspräche) umrundet werden sollte. Unterdessen kündeten die Vereinigten Staaten ihren ersten suborbitalen Flug für den 28. April 1961 an. Die Parteiführung drängte nun, den Flug unter allen Umständen vor diesem Termin durchzuführen. Für die abschließenden Tests des Schleudersitzes und des Fallschirms für den Piloten diente ein Dummy mit Größe und Gewicht eines Menschen, der Iwan Iwanowitsch genannt wurde. Bei dem anderthalbstündigen Flug von „Korabl 4“ am 9. März 1961 lief alles wie geplant und sowohl der an Bord befindliche Hund „Tschernuschka“, etliche Reptilien, ein paar Dutzend Mäuse und ein Meerschweinchen überlebten die Mission und waren nach der Landung wohlauf. Einige der Tiere waren im Innern von „Iwan Iwanowitsch“ untergebracht, um später belegen zu können, dass die Puppe keinen tödlichen Beschleunigungen oder Temperaturen ausgesetzt war.
Auch das Kommunikationssystem wurde getestet: Im Innern des Pappkosmonauten spielte ein Tonbandgerät Chormusik ab. Während der gesamten Erdumkreisung von Sputnik 9 empfing die Bodenkontrolle die Musik.
Beim Start von „Korabl 5“ am 25. März waren in Baikonur die sechs Raumfahrer-Kandidaten anwesend. Dieser letzte Testflug mit dem Hund „Swjosdotschka“ und „Iwan Iwanowitsch“ an Bord und die Landung, 80 km von Ischewsk entfernt, verliefen planmäßig. Nach diesem abschließenden Test gaben die Konstrukteure ihre Zustimmung zum bemannten Flug Anfang April.

## Die Kosmonautengruppe Nr. 1
Der menschliche Faktor für einen Raumflug wurde von Koroljow zu keinem Zeitpunkt unterschätzt, und Anfang 1959 begann die Suche nach geeigneten Kandidaten mit einer strengen Auswahlprozedur. Im Februar 1960 wurden 20 junge Kampfpiloten ausgewählt, die erste Kosmonautengruppe der Sowjetunion zu bilden. Die Ausbildung erfolgte unter der Leitung von Nikolai Kamanin im neu erstellten „Sternenstädtchen“ Swjosdny Gorodok, 40 Kilometer nordöstlich vom Moskau.
Ab Mai 1960 wurden sechs der 20 Kandidaten am Wostok-Simulator geschult. Dies waren Juri Gagarin, German Titow, Andrijan Nikolajew, Pawel Popowitsch, Anatoli Kartaschow und Walentin Warlamow. Kartaschow und Warlamow mussten aus medizinischen Gründen diese Gruppe verlassen und wurden durch Grigori Neljubow und Waleri Bykowski ersetzt.
Die sechs Anwärter erhielten nach ihren Prüfungen am 17. und 18. Januar den Titel „(Flieger-)Kosmonaut“ verliehen, durften sich jedoch öffentlich nicht so nennen, da sie zur Verschwiegenheit nach außen verpflichtet waren. Schließlich galt es, unter den sechs Verbliebenen denjenigen herauszusuchen, der einerseits die besten Testresultate brachte, andererseits durch sein Auftreten für die Propagandamaschinerie verwertbar war. General Kamanin gab Juri Gagarin Ende März zu verstehen, dass er sich Hoffnung machen dürfe, als erster ins All zu fliegen; er gehörte in sämtlichen Disziplinen zur Leistungsspitze. Gleichzeitig besaß er einen starken, keinesfalls arroganten Charakter.

## Bemannte Missionen und deren Flugverlauf

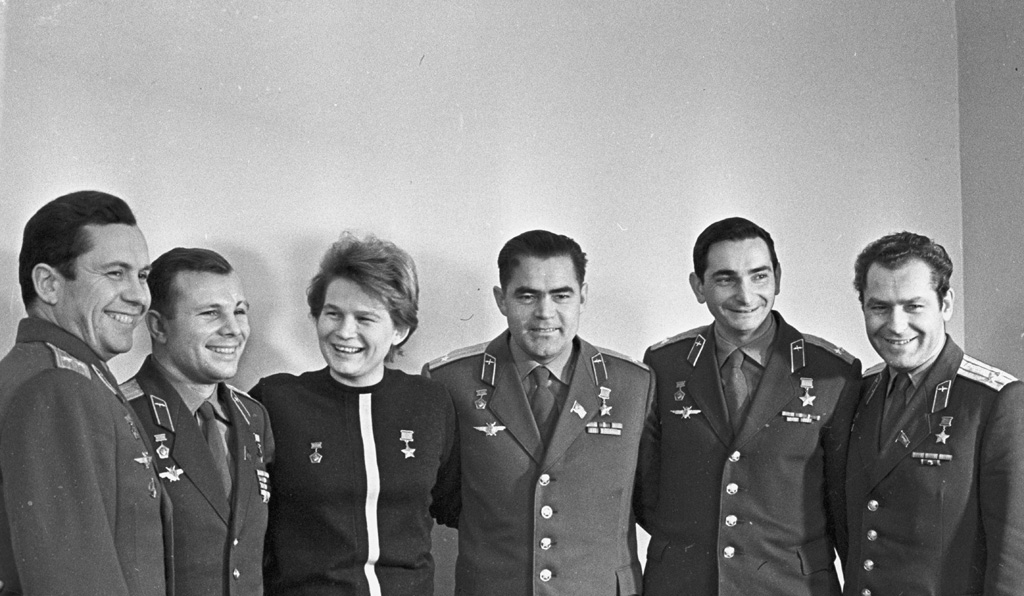
Die sechs Wostok-Raumfahrer. V. l. n. r.: Popowitsch (Wostok 4), Gagarin (Wostok 1), Tereschkowa (Wostok 6), Nikolajew (Wostok 3), Bykowski (Wostok 5), Titow (Wostok 2)

Im Rahmen des Wostok-Programms wurden sechs bemannte Missionen durchgeführt.
- Wostok 1: 12. April 1961, Juri Gagarin
 Start um 7.07 Uhr MEZ, einmalige Erdumkreisung. Rückkehr nach 108-minütigem Flug (= 41.000 km Flugstrecke). Landung nahe Smelowka, 26 km südwestlich von Engels. Funk-Rufname: „Kedr“ (Zeder)
- Wostok 2: 6. August 1961, German Titow
 Durchführung von 17 Erdumkreisungen (Dauer: 1 d, 1 h, 17 min; Flugstrecke 703.000 km). Erstmals Filmaufnahmen und Experimente unter den Bedingungen der Schwerelosigkeit. Titow litt an akuter Weltraumkrankheit, klagte über Übelkeit und Orientierungslosigkeit. Zeitweise Ausfall der bordeigenen Temperaturregulierung, Sinken der Bordtemperatur auf 6 °C. Erfolgreiche Landung im Gebiet Krasny Kut bei Saratow. Funk-Rufname: „Orjol“ (Adler)
- Wostok 3: 11. August 1962, Andrijan Nikolajew
 Ernsthafte Probleme beim Start, da sich ein Kabelmast nicht wie geplant von der Rakete löste, sondern erst wenige Sekunden vor dem Start zur Seite schwenkte. 24 Stunden später startete Wostok 4. Landung nach 3 d, 22 h, 22 min nahe Karakalinsk in Kasachstan. Funk-Rufname: „Sokol“ (Falke)
- Wostok 4: 12. August 1962, Pawel Popowitsch
 Start nur einen Tag nach Wostok 3. Durchführung des ersten Gruppenfluges der Geschichte. Näherung bis auf 6,5 km, was direkten Funkkontakt ermöglichte. Erprobung wichtiger Rendezvous-Techniken für geplante Mondmissionen. Nikolajew und Popowitsch schwebten erstmals frei in ihren Kabinen, keiner von beiden erlitt wie Titow die damals vollkommen unerforschte Weltraumkrankheit. Landung nur sieben Minuten nach Wostok 3 nahe Atassu, südlich von Karaganda. Funk-Rufname: „Berkut“ (Königsadler)
- Wostok 5: 14. Juni 1963, Waleri Bykowski
 Ursprünglich war ein Dreierflug mit Wladimir Komarow, Bykowski und einem weiblichen Raumfahrer geplant, was jedoch am 1. April wieder verworfen wurde. Wostok 5 war gleichzeitig eine Vorbereitung auf kommende Mondmissionen und sollte acht Tage dauern. Durch gefährliche Sonnenaktivität wurde der Start vom 12. Juni an mehrmals verschoben. Am 14. Juni fiel während des Countdowns überraschend ein Steuerkreisel aus und eine Schnur verhedderte sich unter Bykowskis Sitzschale. Beide Probleme wurden entgegen den Vorschriften und auf Bykowskis ausdrücklichen Wunsch bei laufendem Countdown behoben. Das erreichte Perigäum war letztendlich zu niedrig, um tatsächlich acht Tage im Orbit zu verweilen. Die Landung erfolgte am 19. Juni. Funk-Rufname: „Jastreb“ (Habicht)
- Wostok 6: 16. Juni 1963, Walentina Tereschkowa
 Zwei Tage nach Bykowski brach die 26-jährige Textilarbeiterin Tereschkowa ins All auf. Während des Fluges wurde der Gruppenflug von Wostok 3 und 4 weitgehend wiederholt, die beiden Raumschiffe näherten sich auf bis 5 km. Verschiedene Berichte widersprechen der offiziellen Version, dass Tereschkowa die Schwerelosigkeit erstaunlich gut vertragen habe. Tereschkowa landete 2,5 Stunden vor ihrem Kollegen Bykowski. Funk-Rufname: „Tschaika“ (Möwe)

## Programmende
Offensichtlich plante Koroljow ursprünglich noch mindestens einen weiteren Wostok-Flug für 1964. Allen Beteiligten war jedoch klar, dass die Grenzen der technischen Möglichkeiten und damit der propagandistischen Verwertbarkeit erreicht waren. Das geplante Nachfolgeraumschiff „Sojus“ ließ weiter auf sich warten, so dass verschiedene Ersatz-Missionen mit abgewandelten Wostok-Raumschiffen „Wostok Tsch“ geplant wurden. Dadurch hätten sich nicht nur wichtige Erfahrungen im Bereich der Kopplungstechnik gewinnen lassen, gleichzeitig hätte die erste bemannte Raumstation mit einer Masse von 15 bis 25 Tonnen aufgebaut werden können. Eine direkte Weiterentwicklung zu einem Mondraumschiff wäre denkbar gewesen. „Wostok Tsch“ stieß auf wenig Gegenliebe, sodass sämtliche dahingehende Studien und Entwürfe zwar Eingang in unbemannte Programme („Zenit“) fanden, jedoch aus Zeit- und Geldmangel nie umgesetzt wurden.
Schließlich kündigten die Vereinigten Staaten 1964 den Flug ihrer Gemini-Raumschiffe an. Koroljow konterte mit einer schlichten Modifikation des Wostok-Systems, indem er den Schleudersitz zu Gunsten von bis zu drei Sitzschalen entfernte. Das so veränderte Raumschiff erhielt den Namen „Woschod“, um dem Westen vorzugeben, dass es sich hierbei um eine völlig neues System handelte. Damit endete die Wostok-Ära.
2011 wurde eine Wostok-Raumkapsel der ersten Generation für umgerechnet 1,9 Millionen Euro in New York City an den russischen Geschäftsmann Jewgeni Jurtschenko versteigert.
Der Marskrater Wostok ist nach dem Raumschiff benannt.